# 岩鸠属
岩鸠属（学名：Geophaps）是鸠鸽科下的一个属。

## 下属物种
本属包括以下物种：
- 冠翎岩鸠 Geophaps plumifera Gould, 1842
- 岩鳩 Geophaps scripta (Temminck, 1821)
- 矮岩鸠 Geophaps smithii (Jardine & Selby, 1830)